# Route nationale 19 (Algérie)
Pour les articles homonymes, voir Route nationale 19.
La Route nationale 19 (N19) est une route nationale algérienne reliant Ténès dans la wilaya de Chlef à Tissemsilt dans la wilaya éponyme.